# 中華燃氣
中華燃氣控股有限公司（英語：Zhonghua Gas Holdings Limited，港交所：8246），簡稱中華燃氣，在2003年，由陳大寧（前董事長及首席執行官，但仍然是董事會成員），於上海（總部）成立「上海名轩楼餐饮管理有限公司」。
上市公司前身為「名軒（中國）控股有限公司」。
業務在中國內地經營中央采购、营运培训、市场营销、开发营建、产品研发、配销中心，主要經營「名軒酒家」、「名轩蟹庄」
和「名軒會所」高檔餐飲。
配售股份價格為0.55至0.85港元之間，配售股份為9800萬股，集資額為8330萬港元，股份在2011年12月30日於港交所創業板上市。於2016年1月,該公司市值大約為16億元。
2018年9月19日, 公司名稱由「北方新能源控股有限公司」更改為「中華燃氣控股有限公司」。